# Пилат, Альберт
Альберт Пилат (чеш. Albert Pilát; 1903—1974) — чешский ботаник и миколог.

## Биография
Альберт Пилат родился 2 ноября 1903 года в городе Прага на территории Австро-Венгрии. Учился на факультете естественных наук Пражского университета у известного миколога и ботаника Йозефа Веленовского. С 1930 года Альберт Пилат работал в Национальном музее в Праге. Он собирал образцы грибов для пополнения гербария Национального музея. В 1948 году Пилат был назначен главой департамента ботаники Музея, затем был главой отделившегося департамента микологии. В 1960 году Альберт Пилат стал членом-корреспондентом Чехословацкой академии наук. Длительное время Альберт был главным редактором журнала Česka Mykologie. Альберт Пилат скончался 29 мая 1974 года в Праге.

## Некоторые научные публикации
- Pilát, A. (1926). Les Agaricales et Aphyllophorales des Carpathes Centrales. Bulletin Trimestriel de la Société Mycologique de France 42: 81-120.
- Pilát, A. (1934). Additamenta ad floram Sibiriae Asiaeque orientalis mycologicam. Bulletin Trimestriel de la Société Mycologique de France 49 (3-4): 256-339.
- Pilát, A. (1936). Polyporaceae I. In C. Kavina & A. Pilát [eds], Atlas des Champignons de l’Europe 3: 1-624. Prague.
- Pilát, A. (1948). Velenovskýi species novae Basidiomycetum … 1920-22 … in linguam Latinan traduxit. Opera Botanica Čechica 6: 319 pp.
- Pilát, A. (1951). The Bohemian species of the genus Agaricus. Acta Mus. Nat. Prag. 7: 1-142, 17 pls, 74 figs.

& Pilát, A. (1951). Agaricalium Europaeorum Clavis Dichotomica. 719 pp., 661 figs. Czech Republic, Prague.
- Pilát, A. (1951). Hymenomycetes novi vel minus cogniti Čechoslovakiae. Studia Bot. Čechoslov. 12: 1-72, 57 figs.
- Pilát, A. (1953). Hymenomycetes novi vel minus cogniti Čechoslovakiae. II. Sborn. Přír. Národ. Mus. 9 (2): 109 pp.
- Pilát, A.; Nannfeldt, J.A. (1955). Notulae and cognitionem, Hymenomycetum Lapponiae Toruensis (Sueciae). Friesia 5 (1): 6-38, 14 figs.

## Роды грибов, названные в честь А. Пилата
- Pilatia Velen., 1934
- Pilatoporus Kotl. & Pouzar, 1990